# Das Rennen
Das Rennen war der Titel einer sechsteiligen österreichischen Reality Show, die 2009 vom ORF-Fernsehen produziert wurde. Im Mittelpunkt des Geschehens standen österreichische Prominente.

## Konzept
In der Sendung, die von Armin Assinger (Die Millionenshow) moderiert wurde, wurden zunächst 16 Prominente in einem Trainingscamp, das sich im Oktober 2009 in Schladming am Dachstein befand, von Assinger und Robert Trenkwalder im alpinen Skilaufen ausgebildet. Ab dem 10. November 2009 wurde die sechsteilige Dokusoap im Österreichischen Rundfunk ausgestrahlt.
Von den 16 Prominenten wurden in fünf Sendungen des Trainingscamps je ein Fahrer und eine Fahrerin in den Kader nominiert. Ein weiterer Fahrer und eine weitere Fahrerin wurden durch ein Publikumsvoting bestimmt. Die Nominierten traten in einem Qualifikationsrennen in der Disziplin Riesentorlauf gegeneinander an, das am 18. Dezember 2009 auf der Planai stattfand.  Die besten acht Teilnehmer (vier Damen, vier Herren) kamen ins Finale, das der ORF am 19. Dezember 2009 live übertrug. Gemeinsam mit einem ehemaligen Profiskifahrer an der Seite jedes Prominenten kämpften sie dann um den Sieg. Nach den Ergebnissen des Qualifikationsrennens wurde dem schnellsten Prominenten (Andreas Goldberger) die „Skilegende“ zugeordnet, deren Rücktritt aus dem Skisport am längsten zurückliegt (Franz Klammer). Sieger des Rennens wurden Marc Pircher und Stefanie Schuster.

## Prominente

### Damen
- Petra Frey: Sängerin
- Heidi Krings: Snowboarderin
- Elke Lichtenegger: Radiomoderatorin
- Diana Lueger: Sängerin, Frontfrau der Band Zweitfrau
- Missy May: Moderatorin, Sängerin und Schauspielerin
- Vera Russwurm: Moderatorin
- Verena Scheitz: Moderatorin
- Onka Takats: Moderatorin

### Herren
- Christian Clerici: Moderator
- Albert Fortell: Schauspieler
- Andreas Goldberger: Skispringer
- Leo Hillinger: Winzer
- Marc Pircher: Sänger
- Toni Polster: Fußballer
- Bernie Rieder: Starkoch
- Oliver Wimmer: Sänger, Gewinner der letzten Staffel von Starmania

## Kader
Folgende Teilnehmer wurden von Trainern und Publikum für das Qualifikationsrennen nominiert:
| Damen          | Herren             | Nominierungsdatum |
| -------------- | ------------------ | ----------------- |
| Verena Scheitz | Oliver Wimmer      | 10. November 2009 |
| Heidi Krings   | Leo Hillinger      | 17. November 2009 |
| Petra Frey     | Marc Pircher       | 24. November 2009 |
| Vera Russwurm  | Christian Clerici  | 1. Dezember 2009  |
| Missy May      | Andreas Goldberger | 8. Dezember 2009  |
| Onka Takats    | Toni Polster       | Publikumsvoting   |

## Finale
Das Finale ergab folgendes Ergebnis:
| Skilegende           | Prominente(r)      | Platz |
| -------------------- | ------------------ | ----- |
| Stefanie Schuster    | Marc Pircher       | 1     |
| Stephan Eberharter   | Verena Scheitz     | 2     |
| Franz Klammer        | Andreas Goldberger | 3     |
| Fritz Strobl         | Petra Frey         | 4     |
| Leonhard Stock       | Oliver Wimmer      | 5     |
| Sigrid Wolf          | Heidi Krings       | 6     |
| Michaela Dorfmeister | Missy May          | 7     |
| Anita Wachter        | Leo Hillinger      | 8     |